# Rickettsiaceae
Las Rickettsiaceae son una familia de bacterias que actúan como parásitos intracelulares obligados, especialmente en animales, incluyendo a las más notables del género Rickettsia.
- Datos: Q1975198
- Multimedia: Rickettsiaceae / Q1975198
- Especies: Rickettsiaceae